# Білоцерківський будинок органної і камерної музики

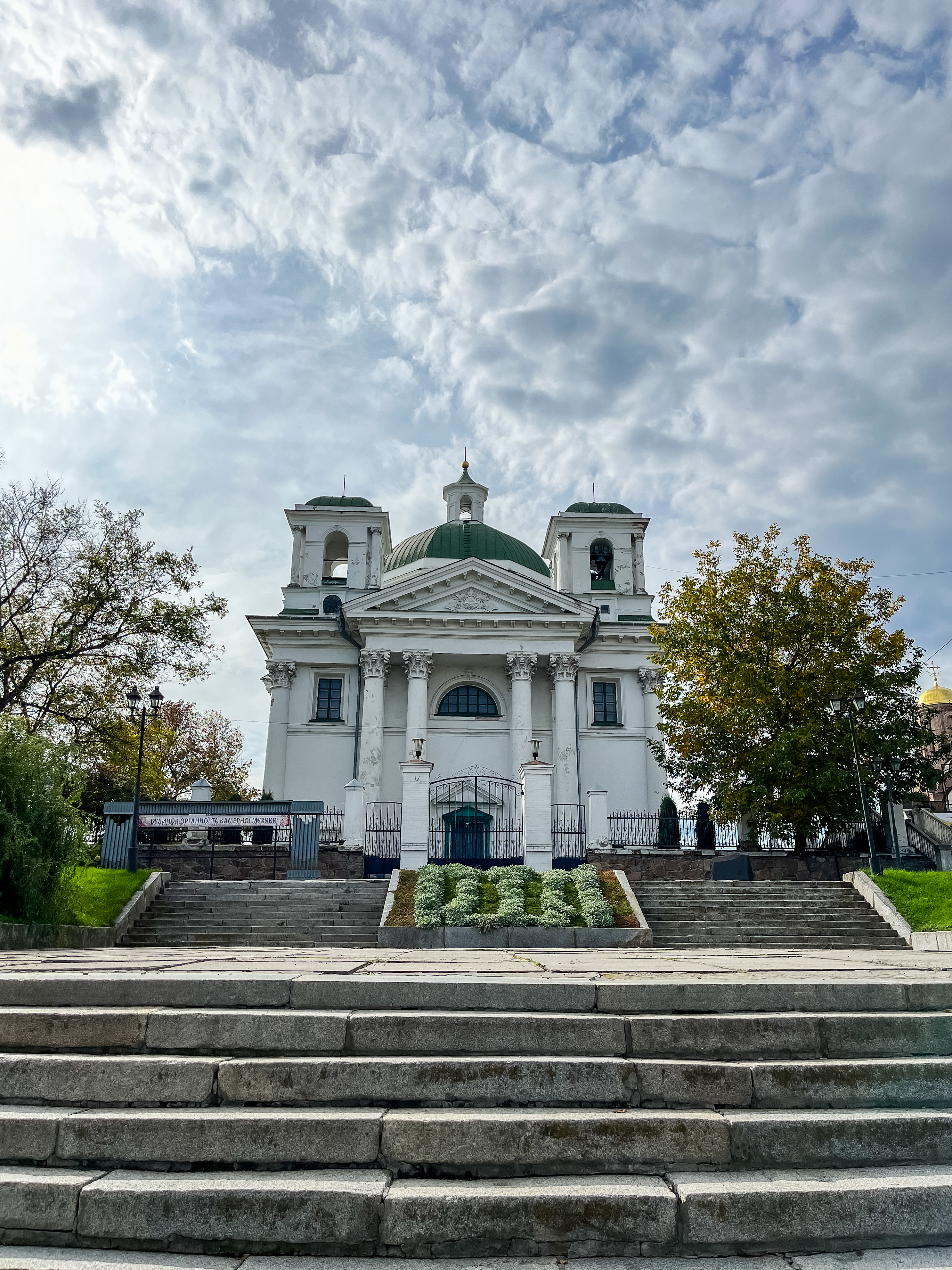
Зал органної музики (колишній костел Іоана Предтечі), Біла Церква, пл. Соборна, 4

Білоцерківський будинок органної та камерної музики є одним з кращих концертних залів України такого профілю. На жаль, їх залишилося зовсім небагато: в Києві, Львові, Самборі, Чернівцях, Дніпрі, Рівному, Білій Церкві.
Ідея створення таких залів належала засновнику української органної професійної школи - професору, заслуженому діячу мистецтв України Котляревському Арсенію Миколайовичу. Чільним в Будинку органної музики був і залишається найвеличніший з музичних інструментів - орган.
Основне завдання такого закладу - популяризація органного мистецтва в усіх його проявах (ансамблі з іншими інструментами, оркестром, хором, вокалістами).

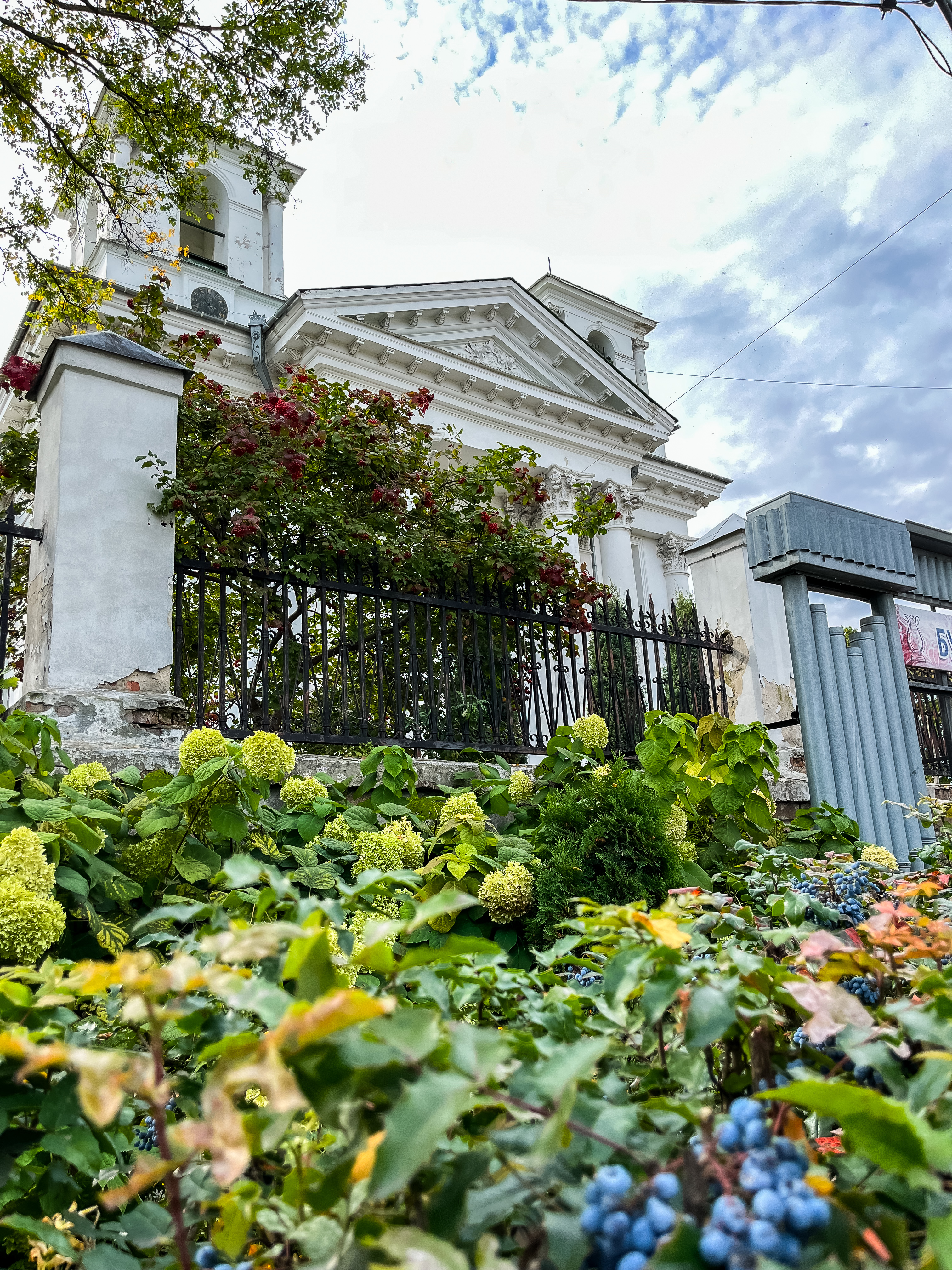
Зал органної музики (колишній костел Іоана Предтечі), Біла Церква, пл. Соборна, 4

Існуючі філармонії об'єднують навколо себе виконавців всіляких жанрів (естрадний і класичне мистецтво). З цієї причини органи, встановлені в цих організаціях, втрачають своє панівне становище.

## Історія
В 1789 р. К. Браницький виділив кошти на будівництво кам’яного костьола Святого Іоанна Хрестителя на Замковій горі, на місці, де в старовину була латинська часовня для польського гарнізону. З невідомих причин це будівництво затяглось і було завершене тільки в 1812 р.
Костьол Браницький звів у пам’ять ранньої смерті свого сина Олександра, який впав у дитинстві з коня.
В плані будівлі лежить традиційний для католицької культової архітектури латинський хрест, витягнутий по осі — схід-захід. Східна частина хреста завершується напівкруглою апсидою, по кутках західної розміщені башти. Одна з них має годинник з двома дзвонами, приве еними з Парижа в 1842 р., друга дзвіниця з шістьма дзвонами різної величини. Двоярусну будівлю костьолу увінчує склепіння сферичної форми. Висота споруди — 27 м, ширина — 24,5 м, довжина — 35 м, товщина бутового фундаменту— 170 см, стін — 140 см. Фасади вирішені в стилі класицизму, бокові — оформлені портиками, центральний — чотирма колонами. Фронтон трикутної форми оздоблений ліпним гербом, на якому у формі трикутника зображене «всевидящеє око» в оточенні ан гелів.

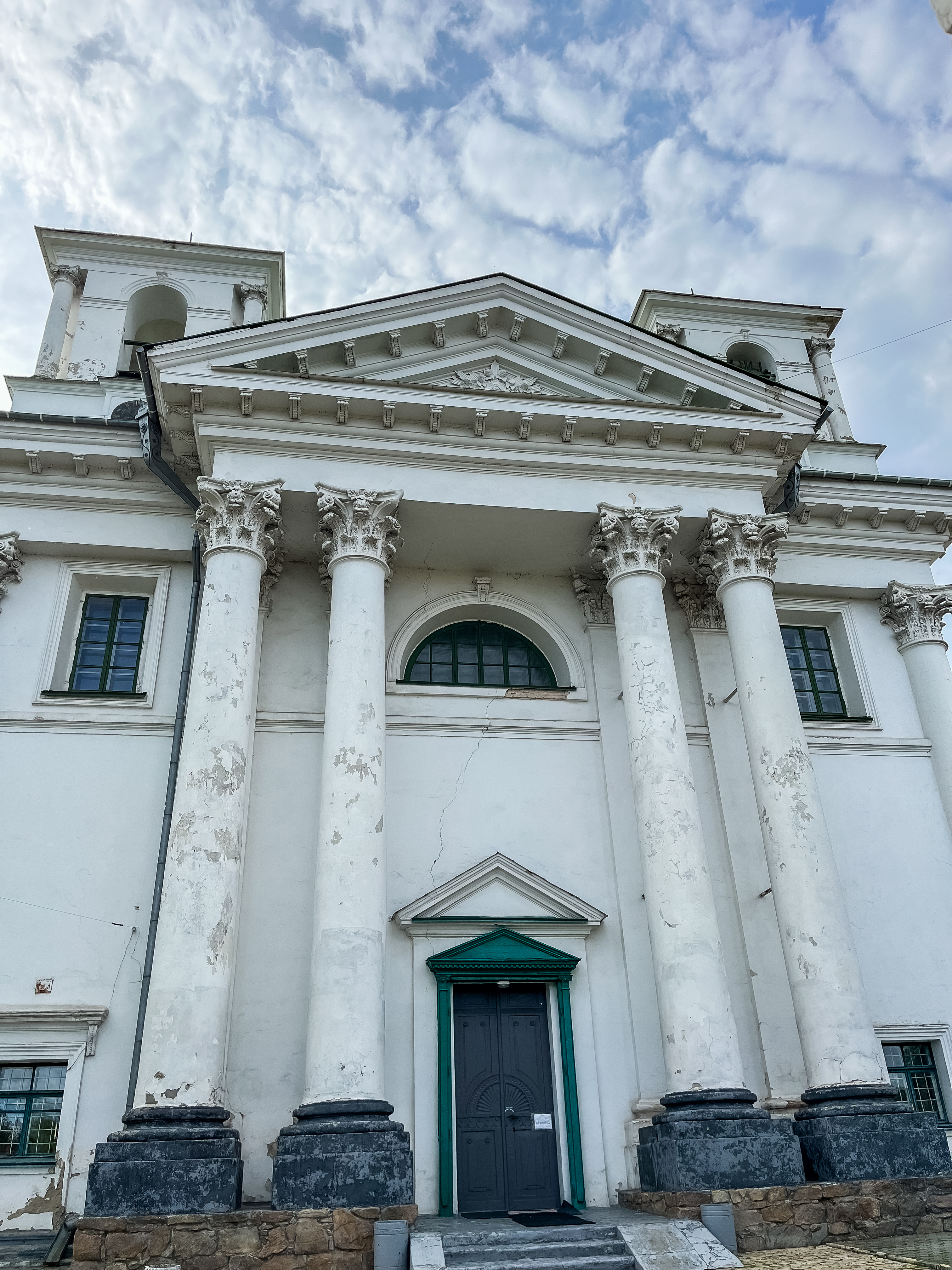
Зал органної музики (колишній костел Іоана Предтечі), Біла Церква, пл. Соборна, 4

Інтер’єр костьолу прикрашений орнаментальним ліпленням із складними за сюжетом і технікою ажурними розетками. Це ліплення роботи італійських майстрів коштувало замовнику дорожче спорудження всього костьолу.
Стіни розділені 26-ма пілястрами. Вони спочатку були пофарбовані у блакитний, а згодом у сірий колір. Віконні отвори прикрашені сандриками. Підлога вимощена різнокольоровими вапняковими плитами.
Над головним входом розміщувались хори, які були прикрашені чавунними ажурними ґратами.
Костьол розписано монументальним живописом (за гальною площею 61 кв. м) роботи невідомих здібних майстрів.
Згідно канонів іконографії головне склепіння храму присвячене Богу-Отцю Саваофу. Його оточують три ангели, в парусах зображені чотири євангелісти з сим волами. На північно-східному парусі — євангеліст Матвій у синьо-жовтих шатах сидить на хмарах. В лівій руці у нього — сувій, у правій — гусяче перо. Зліва — фігура ангела, праворуч — зонд з ликом ангела. На північно-західному парусі зображений Іоанн в зелено-брунатних шатах, його права рука із сувоєм лежить на коліні, в лівій він тримає чашу із змієм. Зліва — зображення орла з гусячим пером у дзьобі. На південно-східному пару сі зображений Марк, зодягнений у темно-брунатне. В правій руці у нього — гусяче перо, а біля ніг зображено лева. На південно-західному парусі — Лука теж у брунатних шатах притримує правою рукою плащ на ліво муплечі, ліва рука із сувоєм опущена вниз. Праворуч біля його ніг — зображення голови бика, а зліва — мольберт.

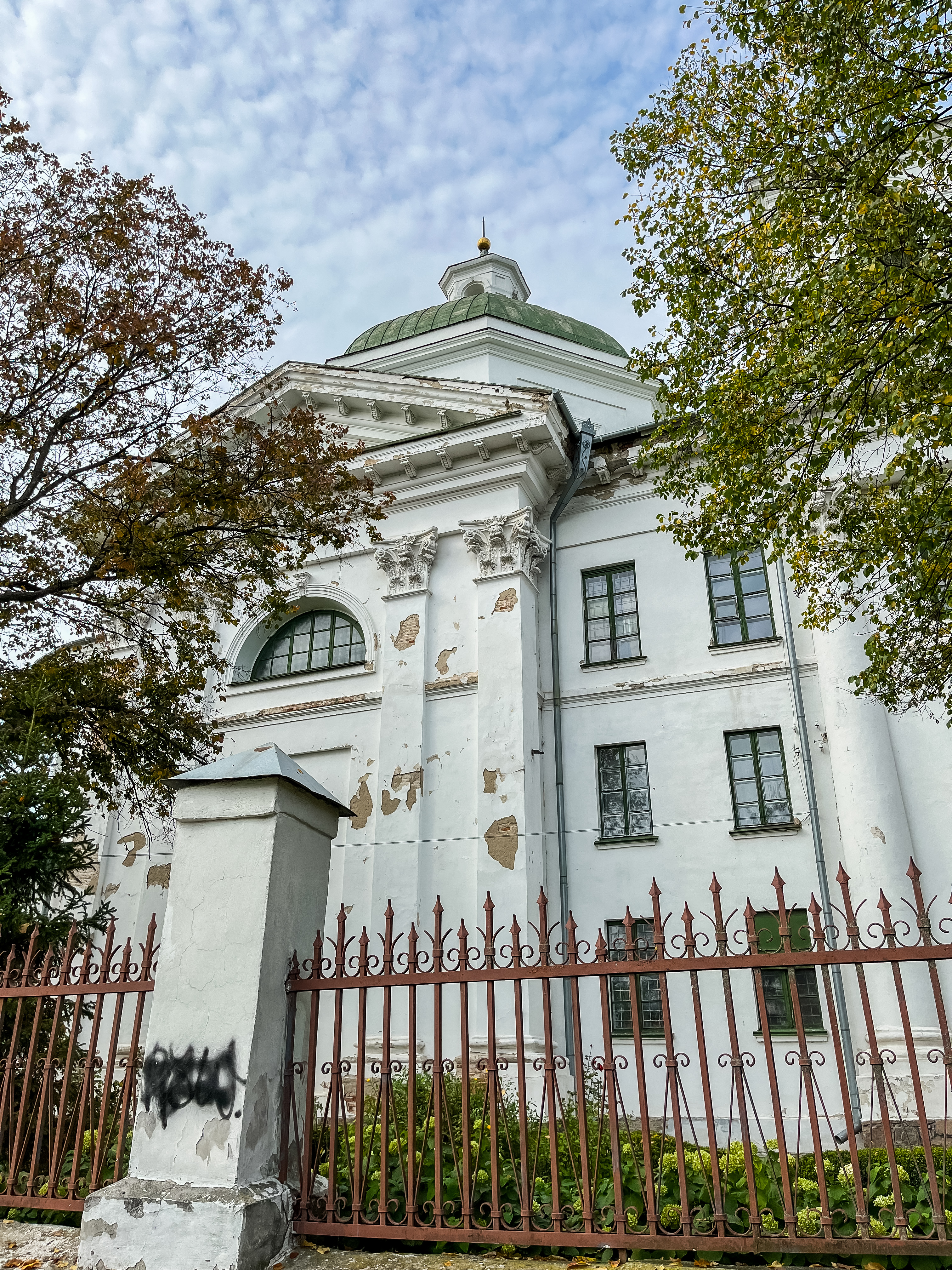
Зал органної музики (колишній костел Іоана Предтечі), Біла Церква, пл. Соборна, 4

Двір костьолу був обнесений ажурною литою огоро жею на кам’яному фундаменті з великими вхідними во ротами на високих кам’яних стовпах з ліхтарями і з дво ма хвіртками. Позад костьолу — кам’яна сторожка. Ого рожа підходила до будиночка ксьондза, в якому в 1925—1978 рр. знаходився краєзнавчий музей (будівля розібрана в 1982 р.).

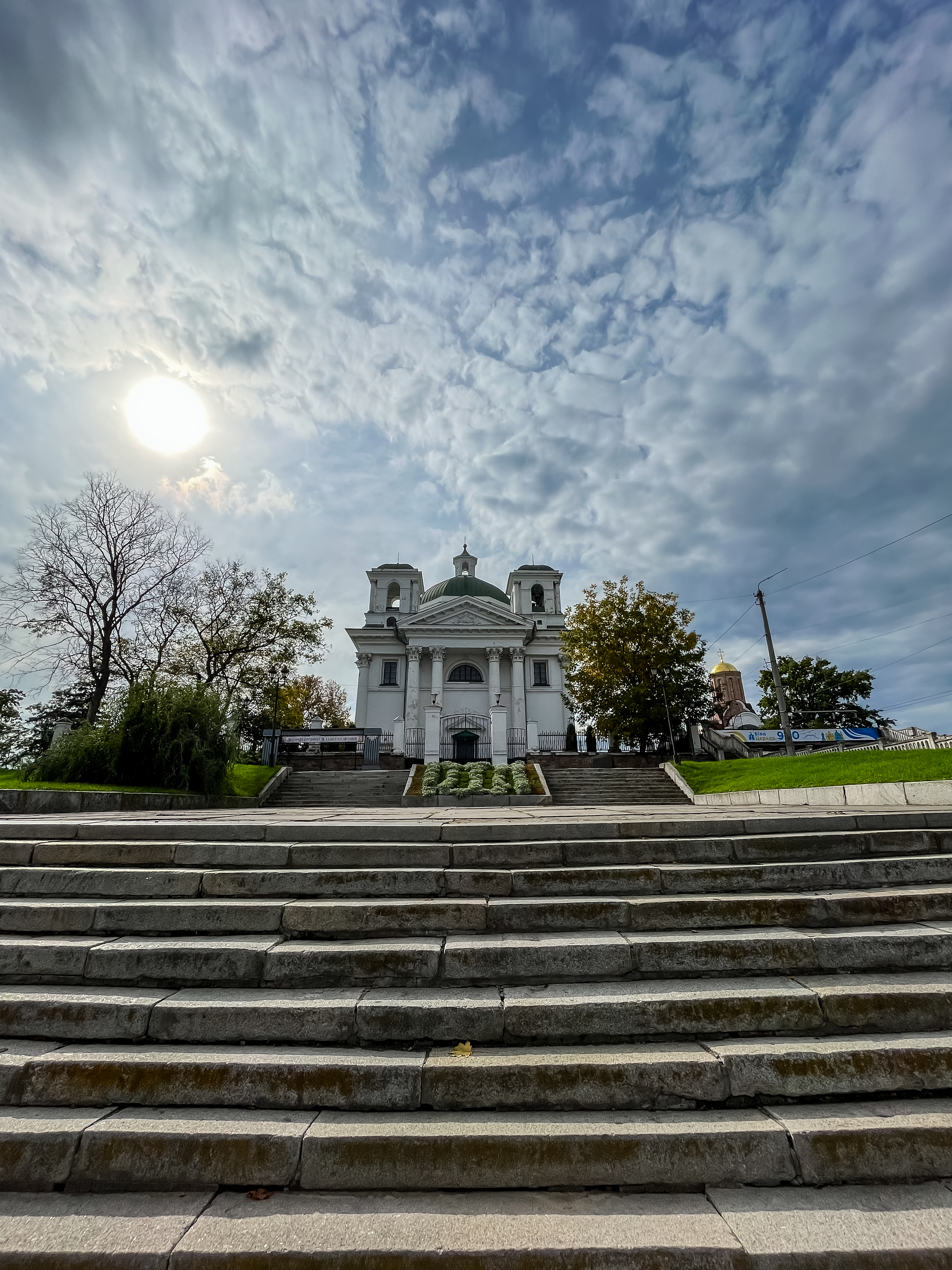
Зал органної музики (колишній костел Іоана Предтечі), Біла Церква, пл. Соборна, 4

Костьол мав 2,5—3,5 тис. чол. парафіян, у його во лодінні було понад чотири тисячі десятин землі. Закрито костьол у 1930 р.
Відновлено богослужіння в роки фашистської окупа ції (1941—1944 рр.). Поряд з костьолом у ті часи знаходився німецький цвинтар.
В 50-ті рр. будівля костьолу використовувалась як лекційний зал, в 60-ті рр.—як складські приміщення.
В 1964 р. в ньому розпочалися реставраційні роботи (автор проекту реставрації — Корнєєва В. І.): були до будовані бокові стіни, розібрані хори, котрі знаходились в аварійному стані, споруджено сходи, зміцнено скле піння.

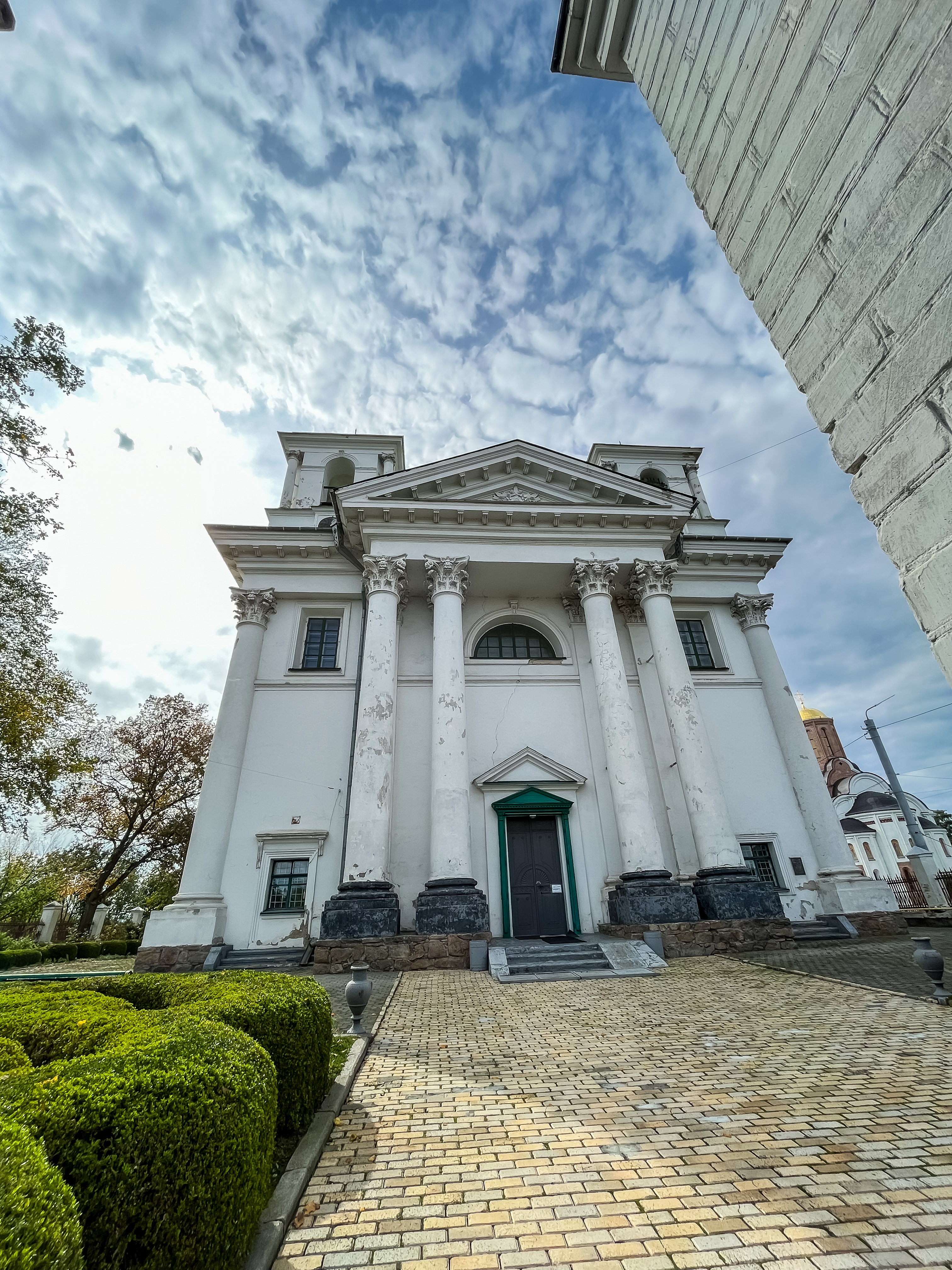
Зал органної музики (колишній костел Іоана Предтечі), Біла Церква, пл. Соборна, 4

Нині в будівлі костьолу зал органної  та камерної музики.

## Діячі культури
Діячі культури, що побували в залі з концертами:
Видатні вокалісти
```
- Народна артистка СРСР Б. Руденко;
```

```
- Народний артист СРСР А. Мокренко;
```

```
- Народний артист СРСР К. Огнєвий;
```

```
- Народний артист СРСР Д. Гнатюк;
```

```
- Народна артистка України Г. Туфтина;
```

```
- Народний артист України В. Буймістер;
```

```
- Народна артистка України А. Волкова;
```

Ведучі органісти світу з Італії, Англії, Німеччни, Австрії, Словеччини, Франції, Швеції, Швейцарії, Польщі, США, Латвії, Литви, Молдови, Арменії, Абхазії, Білорусії, Росії, Японії, Китаю.
Видатні колективи України: Національний естрадно-симфонічний оркестр України, Державний духовий оркестр України, Київський джазовий “Квартет саксофоністів“, Національна заслужена академічна капела України “Думка“, Національний ансамбль солістів “Київська Камерата“.